# کولتانو
کولتانو (به ایتالیایی: Coltano) یک منطقهٔ مسکونی در ایتالیا است که در پیزا واقع شده‌است. کولتانو ۴۵ نفر جمعیت دارد و ۲ متر بالاتر از سطح دریا واقع شده‌است.